# Рудник и топионица бакра Енаслеј
Рудник и топионица бакра Енаслеј (Einasleigh) је наслеђен рудник у Деинчри Род (Daintree Road), Енаслеј, Шајр оф Етериџ (Shire of Etheridge), Квинсленд, Аустралија. Грађен је од 1867. до 1922. године. Познат је и као рудник бакра Линд (Lynd) и Рудник бакра Нови Енаслеј (New Einasleigh). Додата је у регистар баштине Квинсленда 11. децембра 2006.

## Историја
Рудник и топионица Енаслеј налази се у Етериџ Шајру (Shire of Etheridge), неких 360 km (220 mi) из Кернса. Заузима површину око 4 ha (9,9 acres), удаљен је 1 km (0,62 mi) северно од града Енаслеј, на западној обали реке Капрфилд на њеном ушљу са реком Енаслеј. Налази се на око 500 m (1.600 ft) северно од клисуре Капрфилд (Copperfield Gorge).
Аустралијска индустрија бакра била је у зачетку када је Ричард Даинчри (Richard Daintree) открио лежиште бакра у близини базалтног зида на челу слива реке Капрфилд 1867. године. Осигурао је титулу слободњака преко 120 акра (49 ha). Ледена трака је одстрањена отвореним резом где је стршећила из речне обале, а убрана руда 31 дуга тона (31 т) била је послата у топионицу у Кокл Крик (Cockle Creek) за повраћај 22% бакра са 3 унце (85 г) сребра и 12 маси злата (0,66 оз; 19 г) злата по 1 тони (1,0 т).
Иако је смештен поред ушћа Капрфилд-а и Енаслеј-ове реке, овај рудник је у почетку био познат као рудник бакра Линд, јер је Даинчри веровао да је суседна река Линд ( Lynd).
Рудник Линд била је мала операција. Према једном рачуну, окно је потонуло 1867. године, а „погон на нивоу од 30 стопа показао је да је угао ширине 23 стопе и да се састоји од сунђерастог металног бакра“. Даинчри и његов партнер Вилиам Хан (William Hann) неколико су година радили на руднику „наодмет“, али до 1898. године геодет Роберт Роган Џак (Robert Logan Jack) је објавио да је место напуштено.
Године 1900. рудник се вратио у производњу када је Вилиам Вудхед (William Woodhead) из Брокен Хил-а (Broken Hill) стекао титулу слободњака и пласирао га јавно. Сада познат као Енаслеј Фрихолд Копер Мајнс Лтд (Einasleigh Freehold Copper Mines), развој рудника је започео новим окном потопљеном на 61 m (200 ft). Подигнут је нови узглавник, заједно са 24 m (79 ft) котлом и надстрешницом. Мариба је довезла машине, укључујући опрему за навијање и високу пећ по цени од 12,517 фунти. Топлана је експлодирала 1901. године, али је рад убрзо обустављен због силицијумске руде, транспортних трошкова и високих трошкова горива. Пре отварања железничке пруге Чилиго (Chillagoe) 1910. године, гориво за топионице доводили су возови камила.
Рудник је поново отворен 1906. године као рудник бакра Њу Енаслеј, подружница компаније Чилиго. Ниво број 3 развијен је 1908. године и на рудкину запослено је 50 мушкараца. Број запослених удвостручио се 1909. године на 105 мушкараца, а продуктивност је скочила на импресивних 10,913 дуге тоне (11,088 тона) руде.
Изолација рудника је поново учинила операцију маргиналном. Све залихе морале су прећи 462 km (287 mi) преко копна Таунсвил или преко Кернса (Cairns) на 192 km (119 mi) дуж Чилиго линије до Алмаден-а, а потом их је возио булок тим још 190 km (120 mi) до рудника. Кокс, који је битан за топљење кошта од £12 до £14 да би се спустио у рудник, а кречњак је морао да се превози преко 48 km (30 mi). Након обраде 860 long tons (870 t) руде, топљење је заустављено иако је произведено 191 long tons (194 t) бакарног мата.
Рудници на пољу Чилиго показали су се неадекватним чак и да задржи топионицу снабдевену, а камоли да зарађује. Постало све је хитније да компанија Чилиго набави залихе руде на неком другом месту. У 1907. години започела је градња на железници до поља Етериџ, углавном за довођење руде из рудника Енаслеј и познатих лежишта бакра око Чарлстона (касније Форсајф ). Једном када је железница отворена 1910. године, Енаслеј-ова руда могла се директно пребацити у Чилиго.
Отварање нове железничке пруге Етериџ до Форсајф-а 1910. омогућило је свакодневни превоз руде до Чилиго-а, док је рута пролазила рудником Енаслеј. То је подстакло развој локације: изграђене су нове канцеларије и куће. Главно окно продужено је на 119 m (390 ft) и радило је 87 мушкараца на 4 нивоа, док је додатних 30 мушкараца било запослено изнад земље. Подигнута је свлачионица са бетонским подом. Машине су унапређене, укључујући нови Бабкок и Вилкокс котао, и изградњу фабрике за концентрацију довољно велике да се носи са очекиваних 150 long tons (150 t) руде дневно.
Године 1911. производња руде није испунила очекивања и компанија Чилиго откупила је рудник од своје подружнице и поставила јединицу за флотацију Елмо (Elmore). Све до проналаска процеса флотације, екстракција метала је зависила од могућности избора материјала како би био економичан.
Процес флотације зависи од својства површинe минерала и начина на који се разликују у степену влажења њихових површина. Такве разлике најбоље користе погодним избором решења. Руда се прво меље у прах, који се уводи у серију резервоара (познатих као флотацијске ћелије) у којима се налази раствор који садржи уља. Овaj раствор се непрестано меша и кроз њега се пумпа ваздух. Честице бакaрних минерала у резултирајућој пени се лепе за сплав ваздушних мехурића на површини, док већина бескорисних стена (ганга) тоне. Материјал се скида са површинске пене.
Лајонол Клајв Бол (Lionel Clive Ball), помоћник државног геолога, сматрао је постављање флотацијске јединице "потпуним неуспјехом". Развој руда је настављен несистематично, а квалитет произведене руде је опадаo. Необрађена руда послата је директно у топионицу компаније, удаљена 120 mi (190 km), а 1911. компанија је морала смањити железнички терет на руду за 50% да би рудник остао у функцији. Ова, наизглед, неекономична и неефикасна пракса била је, према Балу, последица малих резерви Рудника и великог трошка постављања топионице у Енаслеј-у. Мотиви компаније Чилиго углавном су били последица његове потребе за Етериџовим рудним и железничким приходима, као и за даље отварање Етериџ поља. Без обзира на случај, рудник Енаслеј био је до 1913. године главни добављач бакарне руде Чилиго топионицама.
Развој рудника је наставио да напредује током 1913. године на већини нивоа рудника и рударско окно се продужавало. Испод земље, ниво 1 (37 m (121 ft)) простирао се испод реке и продужен је да би се смањио ризик од уласка реке. Други ниво (52 m (171 ft)) имали су разне погоне повезане са јужним окном и садржале су „Велики стопер“ (37 m (121 ft) дугачак и до 12 m (39 ft) широк) испод овог нивоа са садржајем бакра чак 10%. Ниво број 3 ( 821 m (2.694 ft)) имао је пет скоро непрекидних степеница у једној формацији. Рудна тела на нивоу број 4 била су испод границе плаћања и на нивоу 5 ( 147 m (482 ft) "велико рудно тело" је било 91 m (299 ft) удаљено од окна. Ниво број 6 (177 m (581 ft)) је у фази израде.
Топионице Чилиго затворене су у фебруару 1914. године заједно са Енаслеј Рудником.
1919. године влада Квинсленда преузела је топионицу Чилиго и поново отворила рудник Енаслеј под условима из закона о куповини железница Чилиго и Етериџ из 1918. године, по цени од £100,000. До децембра је била у пуном капацитету, обезбеђујући три четвртине бакарне руде која се обрађивала у топионицама, чиме је наставила кретање Чилиго топионица. До 1920. рудник је запошљавао 100 људи и производио је 450 - 500 long tons (510 t) бакарне руде недељно. Међутим, пад цена метала у 1920. од £120 до £72 по 1 long ton (1,0 t) и одвод на резерве рудника довео је до затварања рудника 1922.
У то време цеола област Чилиго, Чилиго топионица и рударске операције, углавном у државним предузећима, губиле су значајне количине новца. Топионица је затворена 1927. године због неадекватних залиха руде, али је поново отворена 1929. године као средство за ублажавање незапослености. Ископавање Етериџа у целини се генерално смањило након овог времена, упркос поновном отварању топионице Чилиго. Док су се други рудници на Етериџу периодично подмлађивали након овог времена, до раних 1970-их није се покушало са ископавањен Енаслеја. То је последица великог исцрпљивања њених резерви током 1920-их од стране Чилиго топионица. 
Почетком 1970-их комбиновано рударство и истраживање Н.Л изводило је операције у руднику Енаслеј ради поновног покретања ранијих рударских радова. До краја 1970. рудник је произвео 134,257 long tons (136,411 t) руде која садржи 8,107 long tons (8,237 t) бакра (укупна оцена 6,04%), 131,284 oz (3.721,8 g) сребра ( 098 oz (2.800 g) по 1 long ton (1,0 t) ) и 22,288 oz (631,9 g) злата ( 034 dwt (1,9 oz; 53 g) по 1 long ton (1,0 t)). Максимално особље у овом периоду било је 16 запослених и менаџер В.Ј. Колинс (W.J. Collins).
Развој рудника комбинованим минирањем и истраживањем предузет је у периоду од 13 месеци од октобра 1970. до новембра 1971. године, укључујући „санацију и истраживање рудника“ и активности за које се сматрало да исправљају локацију. Због строжих мера заштите здравља и заштите на раду, велики део локације морао је да се надогради како би био у складу са безбедносним стандардима. Тамо где су у претходним операцијама већ постојали одговарајући темељи, структуре су изграђене преко врха, чиме се поново користи постојећа инфраструктура.
Током раног дела 1971, активности су укључивале постављање носача за ваздушну витлу, уградњу од 914 m (2.999 ft) пластичног водовода од полиетилена који служи као систем за ретукулацију кампа и бетонски под за електроинсталацију изливен јужно од главног окна и очишћен простор за гаражу / радионицу. Простор за радионицу / магацин је завршен и прилагођен је блок за избацивање из бетонских кревета мотора преосталих од претходних операција. Јаловина, земља и оксидирани материјали су се за то време раширили на већем делу места како би се обезбедила сигурнија радна површина. Јаловина је такође била распоређен између главног окна и реке, покривајући ушће окна Даинчри (Daintree).
У фебруару 1971. челични троножац постављен је преко главног окна, а у марту је постављена трамвајска пруга између главног окна и обале реке. На возилу је набављена колица с равним врхом.
Јуна 1971, саграђен је нов челични оквир у окну који је водио до главног окна. Није познато шта је прекрижна глава подржавала. Ваздушно витло било је смештено и направљена је кућа за витло скоро непосредно западно од главног окна. Додатно дрво и пелет постављено је на улазу у рударско окно због страха од пада камења. Забринутости у вези са сигурношћу такође су довеле до замене старе ременице с новим џин-точкићем. Мердевине и дрвени материјали у окну знатно су унапређени јер се већина раздвојила због воде. Већина металне инфраструктуре попут радова на цеви и шрафова кородирала је због дугог времена засићења и замењена је.
Од марта до новембра 1971. рудник је непрекидно био исушен у фазама, на крају до 210 m (690 ft), ниво 6. Узорци воде узети на дубини 91 m (299 ft) показало су врло низак садржај бакра, а када "две рупе за дијаманте усмерене на пресецање главног рудног тијела на приближно 700 фт нису успеле да се пресецају," операције у руднику су престале.
У 2006. години Копер Страјк Лтд (Copper Strike Ltd) је закупио простор који укључује и локацију некадашњег рудника Енаслеј да би развио нови рудник. У децембру 2011, Копер Страјк је продао свој Енаслеј пројекат компанији Кагара Лимитед за 16 милиона аустралијских долара и 22,6 милиона акција Кагара у Копер Страјк-у. Кагара је Енаслеј пројекат продала Снов Пик Рударству (Snow Peak Mining) у јануару 2013. године. Снов Пик Рударство има главни удео у консолидованој компанији Тин Мајнс Лимитед (Tin Mines Limited) која се у Енаслеј-у 2016. бави истраживачким активностима.

## Опис
Локалитет Енаслеј Копер Рудник комбинација је врло раних радова и експлоатационих посада 1970-их година. Бетонски носачи мотора, млин, шљака „спрат“, депоније руде, шупе у облику челика и докази о свлачионицама и купатилима из 1970-их пресецани су бушилицама из истраживања 2005. године.
У трави изван главног налазишта рудника налазе се трагови радног кампа 1970-их: под од бетонске плоче и електрични стуб. Они су поред сложене бетонске фонтане, изведене из ранијег периода окупације.
На становима се налазе остаци камене грађевине, која је свој валовити гвоздени кров задржала у шездесетим годинама. Претпоставља се да је била продавница експлозива.
Рудник је сервисиран железничком везом из Алмадена и о ограничењу доказа између железничке станице Енаслеј и самог рудника нема довољно. То је последица већег броја догађаја: уклањање железничке пруге, изградња писте у некој фази западно од рудника, чести пожари. Међутим, траг пасјих шиљака који се једном користио за осигуравање линије видљив је дуж дела приступа истоку и западу који тренутно пролази кроз изоловани мултитубуларни котао.
Унутар Коперфилд клисуре (Copperfield Gorge) снимљени су темељи водене пумпе, уградња котла и водоводна цев која обезбеђује седла.

### Главно окно
Главно окно првобитно је развијено као окно с три одељка: једно окно и два за прескок. Иако није наведена оригинална величина, обично су износиле око 1.8 до 5.5 метара. Због пада у периоду између Првог светског рата и 1970. године, стварно отварање је сада знатно веће. На источној страни окна налази се део бетонског окна који се протеже око 25 m (82 ft). Окно је блокирано око 9 m (30 ft) испод нивоа земље.. 
Делови челичног оквира подигнутог 1971. године остају: рудиментарна конструкција изнад окна, с једном ногом која је поносна на земљу, а друга у непокретном положају. Око окна, је због сигурности, постављено постоље и жичана ограда. 
Видљиви су трагови неких оригиналних подножја оквира. Два точка за снопове, пречника 1.120 mm (44 in) са 120 mm (4,7 in) и 120 mm-deep (4,7 in) обруч који лежи на оближњој гомили рушевина. На обема недостају пресеци обода и неколико испупчених зубаца. 

### Мотор за наматање
Оргинална вијугава кућа препознатљива је по темељима. Чини се вероватним да би се отисак отвора зграде могао идентификовати ако се површинске наслаге пажљиво очисте. Димњак на 7951211Н 193762Е (помоћу ГПС-а) је вероватно део те структуре. Фотографије из око 1910. показују да су темељи подржавали челични димњак. Димњак више не постоји. 

### Примарна дробилица
Бетонски носачи дробилице налазе се одмах северно од главног окна. 

### Ковачница и тенкови
Оргинални под за ковачку радионицу била је 7 m × 7 m (23 ft × 23 ft) плоча. Чини се да је у неком каснијем стадијуму или фазама делимично затворен додатним бетоном, могуће када је модификован као радионица 1970-их. Ова конструкција је челична уоквирена и обложена валовитим гвожђем. Тренутно се користи за складиштење сена. 

### Складиште камена
Зграда од камена налази се испод врха литице ССВ-а бивше ковачке радње. Претпоставља се да је реч о складишту експлозива. Зграда стоји око метар високо. Неколико стена лежи у близини и низбрдо, што у почетку наводи на знатно вишу зграду. Дебљина зида се креће од 600 до 750 мм дебљина са унутрашњим простором од око 2 m × 29 m (6 ft 7 in × 95 ft 2 in). Могло се приступити 850 mm (33 in) широким вратима. Чини се да је под изграђен са литице и изравнан мешавином базалтних громада (цело место је посуто великим количинама) и земље. Није остало доказа о приступу вратима нити крововима. 

### Млин
Бивши млин смештен је северно од главног окна, иза дробилице, а сада је представљен низом блокова за монтирање мотора и бетонским подом. Одбачена ладица за камионе 4 к 4 бачена је на део пода. 
Подножје димњака Мил, прстен од глинене опеке у нивоу тла, има пречник базе од 3.600 mm (140 in) . 
Део распада валовитог гвожђа схед, вероватно од 1970., стоји на јужном крају ситних темеља. Крхотине су разбацане у суседном подручју. 

### Топионица
На близину топионице снажно су утицале бушилице и рударске активности 1970-их. Нека топионица и делови темеља остају нетакнути и, међу њима су значајни, делови подне шљаке. Простире се северозападно до ивице самог шљаке. Пажљиво изливање шљаке, тако да задржи глатки врх, осигурало је да се врућа шљака може брзо кретати по депонији по потреби. Бубњеви који се односе на поступак распршени су у суседним местима. 

### Лабораторија
Бивша лабораторија за испитивање стајала је југозападно од главног окна. Камени димњак и повезана опека остају усред расипања посуда и другог материјала.. 

### Јужно окно
Јужно окно смештено је на ивици обале реке с погледом на реку Коперфилд. Чини се да се окно срушило на око 25 m (82 ft) доле. Овратник од дрвене свињске кости је нетакнут, али искривљен према реци. Димензије су око 1.200 mm × 2.400 mm (47 in × 94 in) наводећи да је то окно са два дела. Све су дрвене гране имале око 400 mm (16 in) пречник. Валовити лимари били су причвршћени на спољни зид стене да би задржали тло и стене. Обрађени жичани ексери коришћени су за причвршћавање многих дрва, што сугерише да вероватно датира из ране средине половине 20. века. 
Чини се да постоји храпава стаза дуж врха литице, развијена рашчишћавањем базалтних громада који се налазе на већем делу површине. Ово је можда био пешачки прилаз или трамвајска пруга за вучење до млина. 

### Северно окно
Мало окно налази се на 25 m (82 ft) северно од главног окна. Његова сврха је нејасна, али можда је служила као отвор за вентилацију и довод. Ограђен је и чини се да се интерно срушио. 

### Фонтана и место за кампере
Фонтана је вероватно саграђена почетком 20. века, али је уз паркиралиште за караване вероватно коришћено 1970-их. Бетонска плоча и оближњи електрични стуб и кутија метра идентификују јастук каравана. На јужној страни фонтане налази се кратка ограде за челичне ограде. 
Фонтана је висока 1.100 mm (43 in) и пречника 1.600 mm (63 in). Састоји се од основног дела бетонираних базалтних стена бетонираних у 720 мм високим посудама за изливање из које је централно стабло фонтане расте 580 mm (23 in). Постоје цеви које наводе да се ради о систему ниског притиска који се ослања на воду каскадно од горње до доње посуде. 
На подручју је видљиво ограничено камено обрађивање што сугерише да су вртни кревети били око воде. 
Чини се да је далековод до ове локације кренуо са руте која је вероватно прошла стару лабораторију за испитивање. Још увек стоји једно место за напајање 

### Камена зграда
Велика камена зграда налази се на 350 m (1.150 ft) северозападно од главног окна. Иако је његова функција нејасна, опште је прихваћено да је та структура без прозора вероватно била главно складиште експлозива. Зграда је очигледно задржала валовити кров од гвожђа до 1960-их.. 
Површина пода је 37 m × 4 m (121 ft × 13 ft) и има врата ширине од 1 метра на југозападном зиду. Један део северозападног зида срушио се на 14 m (46 ft) изнад нивоа пода (плус 410 mm (16 in) изнад нивоа земље), али углавном се креће на висини између 2 до 2.1 метра. Зидови су дебели око 500 мм. Горњи отвор је удубљен за држање кровног оквира. 

### Мултитубуларни котао
Самотни мултитубуларни котао без разликовања, лежи у грмљу око 150 m (490 ft) од главне осовине. Кључна мерења су: пречник 17 m (56 ft); дужина 406 m (1.332 ft); централни вентил 850 mm (33 in) висок за 750 mm (30 in) и 41 цеви у 7 редова (11 к 1, 4 к 2, 3 к 2, 3 к 2, 2 к 2, 2 к 2 и 1 к 2). 
Његова првотна локација можда је била у топионици или млину, мада њена величина сугерише да би била само јединица средњег капацитета. 

### Знакови и парцеле
У кругу од око 4 m (13 ft) северозападног угла за парцелу 2 и југозападног угла парцела 1 и унутар парцеле 1, је стара плочица на којој вертикално пише „МХЛ 1893 (?) 420, на великом стаблу. Усекотина се знатно зацелио што наводи да се односи на рударску активност почетком 20. века. 
Дрво је унутар малог низа поштанских и железничких дворишта са малом утоварном рампом окренутом према истоку. Чини се да су та дворишта изграђена око 1920. до 1940. године. 
Постоји низ домаћих смећа на подручју на југу и унутар парцела 2. Чини се да расподела садржи мешавину материјала из раних 1970-их и раније, с тим да се најмање једна боца појављује из 1920-их. 

### Пруга
Грана од железничке станице Енаслеј-а до локације рудника постојала је крајем 1970-их. Након пресецања равнице западно од града води се директно до рудника отприлике паралелно и јужно од границе парцеле 1 и 2. Затим се благо закриви, прелазећи јужно од булдожарског насипа ( cca 1970 ) и завршава на постојећим заустављачима одбојника, северно од северног окна. 
Унутар рушевина насипа налази се још неколико места на локацији која вероватно представљају место за одлагање руде. Између тога и одбојника налазе се трагови железничких шина. Шине се могу наћи у интервалима дуж горе наведене руте. Тренутно је то стаза за возила која води према фонтани. Његова стварна рута је све мање препознатљива како напушта рудник. 

### Пумпна станица, Клисура Коперфилд (Copperfield Gorge)
Пумпа и некадашњи носачи котла унутар и западно од Коперфилд клисуре. На разним локацијама на клисури постоји неколико бетонских цеви за облагање. Вероватно су доводили воду до млина и железничке станице. Торањ са водом је био смештен у близини станице Енаслеј, али нема извора воде. 
Место за уградњу котла налази се на 7950826 северно и 193503 источно, на око 470 m (1.540 ft) од главног окна на 29? МН лежа. 

### Источно окно
Мало окно, око 2 m (6 ft 7 in) квадратног попречног пресека, идентификовано је на источној страни клисуре Коперфилд. Иако у историјском материјалу нема референце, она је постојала пре рударских активности у тој области 1970-их. Деломично је ограђен пикетима и бодљикавом жицом. Дужина грмљеног дрвета лежи преко врха. Окно има воду на око 8 m (26 ft) а на око 12 m (39 ft) налази се чврст материјал. 

## Листа баштине
Рудник и топионица бакра Енаслеј уписана је у регистар баштине Квинсленда 11. децембра 2006. године и испунила је следеће критеријуме. 
Место је важно у приказивању еволуције или обрасца историје Квинсленда (Queensland).
Рудник и топионица Енаслеј (Einasleigh) значајан је у историји Квинсленда, као први рудник базних метала у Квиснледну и први рудник у богатој рударској провинцији Северни Квинсленд. Била је једина топионица бакра на рудном пољу Етериџ (Etheridge) и постала је једна од само три руднике базних метала у власништву државе у периоду државних предузећа. За рад Чилиго Топионица било је од суштинске важности за власништво државе и Чилиго Компани (Chillagoe Company), а Етериџ железница је изграђена првенствено да би је повезала са Чилиго Топионицама 
Место има потенцијал да пружи информације које ће допринети разумевању историје Квинсленда (Queensland).
Иако су површински елементи имали негативан утицај током краја 20. века, очекује се да су још увек довољан стандард да би могли да дају информације које ће допринети повећаном разумевању историје раног ископавања и топљења. Врло је вероватно да би подземне обраде могле да дају неке индикације за било које посебне технике усвојене током рада испод две велике реке. 
Место је важно у приказивању главних карактеристика одређене класе културних места.
Рудник Енаслеј, осим што је један од најранијих рудника бакра у Квинсленду, још увек може да демонстрира индустријске процесе повезане са, посебно, вађењем бакра на удаљеној локацији. Иако су већине зграда и постројења уклоњене или обновљене, место и даље објашњава поступак вађења бакра. Одлагалиште шљаке, носач високих пећи и припадајући артефакти су значајни, док су камени часопис и једна собна камена колиба запажени 
Место има снажну или посебну повезаност са одређеном заједницом или културном групом из социјалних, културних или духовних разлога.
Рудник је разлог зашто је настао град Енаслеј (Einasleigh) и важан је за ту заједницу. 
Место има посебну повезаност са животом или делом одређене особе, групе или организације од значаја у историји Квинсленда (Queensland).
Рана повезаност с Ричардом Даинчријем (Richard Daintree) посебно је значајна јер се у Квинсленду сматра важним администратором, истраживачем и фотографом. Такође је важно и њено повезивање са компанијом Чилиго (Chillagoe Company), јер је железница до Енаслеј-а била једно од решења за недостатак руде на пољу Чилиго 